# Kertész András (nyelvész)
Kertész András Lajos (Debrecen, 1956. március 8. –) Széchenyi-díjas magyar nyelvész, tudományfilozófus, egyetemi tanár, a Magyar Tudományos Akadémia rendes tagja. Az elméleti és a német nyelvészet, valamint a tudományelmélet neves kutatója.

## Életpályája
1976-ban kezdte meg tanulmányait a Kossuth Lajos Tudományegyetem Bölcsészettudományi Kar angol–német szakán, ahol 1981-ben szerzett tanári diplomát. Diplomájának megszerzése után az egyetemen kezdett el tanársegédi beosztásban német nyelvészetet oktatni. 1987-től adjunktus, majd 1991-től egyetemi docens az egyetem Német Nyelv és Irodalom Tanszékén. 1994-ben megbízták a Német Nyelvészeti Tanszék megalapításával és vezetésével. 1996-ban vette át egyetemi tanári, valamint az egyetem Germanisztikai Intézetének igazgatói kinevezését. Az intézetet 1999-ig, a tanszéket 2001-ig vezette. 2001-től 2017-ig a 2000-ben három egyetem integrációjaként létrejött Debreceni Egyetem (DE) Nyelvtudományi Doktori Iskolájának alapító vezetője. 2003-ban megalapítja a Magyar Tudományos Akadémia és a Debreceni Egyetem Elméleti Nyelvészeti Kutatócsoportját, melyhez 2007-től csatlakozott a Szegedi Tudományegyetem, 2007 és 2011 között pedig a Pécsi Tudományegyetem is. A kutatócsoportot 2022-ig vezette. 2006-ban megalapította az egyetem Nyelv- és Filozófiatudományi Kutatóközpontját, melyet 2022-ig vezetett. Közben 2005 és 2007 között az Elméleti Nyelvészeti Tanszék alapítója és vezetője volt, majd ismét a Német Nyelvészeti Tanszék élére került. 1992 óta 18 – részben nemzetközi – csoportos kutatási pályázatot vezetett. 2022-től Professor Emeritus.
1983-ban védte meg egyetemi doktori, 1991-ben kandidátusi, 1995-ben pedig akadémiai doktori értekezését, 1996-ban habilitált is. 1996-tól az MTA Nyelvtudományi Bizottságának tagja. 2001-ben választották meg a Magyar Tudományos Akadémia levelező, 2010-ben pedig rendes tagjává. 2008-ban a Pannon Egyetem díszdoktorává választotta. 2014-ben az Academia Europaea (London) is tagjai sorába választotta.
2001 és 2008 között az MTA Doktori Tanácsának tagja volt. 2005 és 2007 között a Magyar Akkreditációs Bizottság Nyelv- és Filozófiatudományi Bizottságának elnöki tisztségét töltötte be. 2003-tól 2006-ig a Magyar Germanisták Társasága elnöke volt. 2008-tól 2014-ig az MTA Nyelvtudományi Bizottságának elnöki feladatát látta el. 2014-től 2020-ig az MTA Nyelv- és Irodalomtudományok Osztályának elnöke és az MTA Elnökségének tagja volt.
Több németországi egyetemen oktatott és kutatott: a Tübingeni Egyetemen (1987–1988, 1997–1998), a Greifswaldi Egyetemen (1988), a Bielefeldi Egyetemen (1991, 1992–1993), a Német Nyelvtudományi Intézetben (Mannheim, 2001), a Jénai Egyetemen (2005) és a Berlini Műszaki Egyetemen (2013–2014).
A Metalinguistica (Berlin: Lang), az Elméleti és Kísérleti Nyelvészet (Debrecen: Debreceni Egyetemi Kiadó) és A humán tudományok alapkérdései (Budapest: Gondolat Kiadó) c. tudományos könyvsorozatok, valamint a Sprachtheorie und germanistische Linguistik  (Münste)r: Nodus) és az Argumentum (Debrecen: Debreceni Egyetemi Kiadó) című tudományos szakfolyóiratok alapító főszerkesztője. Az Acta Linguistica Academica (Budapest: Akadémiai Kiadó; 2017-ig Acta Linguistica Hungarica) és a Logos and Language (Tübingen Narr) c. folyóirat, valamint az Officina Textologica (Debrecen: Debreceni Egyetemi Kiadó) c. könyvsorozat szerkesztőbizottságának tagja volt.

## Munkássága
Kutatási területe az elméleti és német nyelvészet, valamint a tudományelmélet. Munkásságának középpontjában a nyelvészet tudományelmélete áll. Kidolgozta a reflexív-heurisztikus naturalizmus metanyelvészeti programját. E programon belül moduláris metanyelvészeti módszerével feltárta a nyelvészeti elméletalkotás tudásszociológiai és fogalmi összetevői közötti viszonyt. A kognitív szemantika módszereit kiterjesztette többek között a tudományos fogalomalkotás egyes sajátosságainak vizsgálatára. Kidolgozta a német nyelv szegmentális fonológiájának heurisztikáját. Ez utóbbi közvetlen folytatásaként Rákosi Csillával létrehozta a plauzibilis érvelés ún. „p-modelljét”, mely a nyelvészeti elméletek szerkezetének leírásán túl általános ismeret-, argumentáció- és tudományelméleti problémákra is alkalmazható.

## Családja
Édesapja Kertész Andor matematikus, édesanyja Tóth Ilona történelem-földrajz szakos középiskolai tanár. Anyai nagyapja Tóth Endre református teológiai professzor.
1983-ban nősült, felesége Tóth Ildikó. Házasságukból egy fiú-, illetve egy leánygyermekük született.

## Díjai, elismerései
- 1981 A XV. OTDK kiemelt fődíja általános nyelvészetből
- 1981 A XV. OTDK kiemelt fődíja angol irodalomtörténetből
- 1987 DAAD Ösztöndíj
- 1988 Kanyó Zoltán-díj
- 1992 Alexander von Humboldt Ösztöndíj
- 1994 Telegdi Zsigmond Ösztöndíj
- 1998 Széchenyi Professzori Ösztöndíj
- 2003 Pro Scientia-díj (MTA DAB)
- 2008 A DE BTK Emlékérme
- 2008 A veszprémi Pannon Egyetem díszdoktora (doctor honoris causa)
- 2009 Az Év Tudományos Publikációja Aranyérem (megosztva Rákosi Csillával)
- 2013 Pro Germanistica Hungarica Érem
- 2014 Az Academia Europaea (London) tagja
- 2017 Széchenyi-díj

## Főbb publikációi

### Monográfiák
- Kertész, András: Heuristik der deutschen Phonologie. Eine elementare Einführung in Strategien der Problemlösung. Budapest: Akadémiai Kiadó, 1993.
- Kertész, András: Artificial Intelligence and the Sociology of Knowledge: Prolegomena to an Integrated Philosophy of Science. Frankfurt am Main: Lang, 1993.
- Kertész, András: Die Ferse und der Schild. Über Möglichkeiten und Grenzen kognitionswissenschaftlicher Theorien der Erkenntnis. Frankfurt am Main: Lang, 1995.
- Kertész, András: Metalinguistik. Grundlagen und Fallstudien. Debrecen: Latin Betűk, 1999.
- Kertész, András: Cognitive Semantics and Scientific Knowledge: Case Studies in the Cognitive Science of Science. Amsterdam & Philadelphia: Benjamins, 2004.
- Kertész, András: Philosophie der Linguistik. Studien zur naturalisierten Wissenschaftstheorie. Tübingen: Narr, 2004.
- Kertész, András: Die Modularität der Wissenschaft. Konzeptuelle und soziale Prinzipien linguistischer Erkenntnis. Wiederveröffentlichung. Berlin: Springer, 2013.(1. Auflage: 1991)
- Kertész, András: The Historiography of Generative Linguistics. Tübingen: Narr Francke Attempto, 2017.
- Kertész, András & Rákosi, Csilla: Data and Evidence in Linguistics: A Plausible Argumentation Model. Paperback edition. Cambridge: Cambridge University Press, 2019.(First edition: 2012)
- Kertész, András: Plauzibilis érvelés a generatív nyelvészet történetében. Második, javított kiadás. Budapest: Akadémiai Kiadó, 2020. (Első kiadás: 2015)
- Kertész András & Rákosi Csilla: Adatok és plauzibilis érvelés a nyelvészetben. Második, javított kiadás. Budapest: Akadémiai Kiadó, 2020. (Első kiadás: 2008)
- Kertész András: Nyelvészet és tudományelmélet. Második, javított kiadás. Budapest: Akadémiai Kiadó,  2021. (Első kiadás: 2001).
- Kertész András & Rákosi, Csilla: Inconsistency in Linguistic Theorising. Cambridge: Cambridge University Press, 2022.

### Szerkesztett kötetek (válogatás)
- Kertész, András & Schwarz-Friesel, Monika & Consten, Manfred (eds.): Converging Data Sources in Cognitive Linguistics. Amsterdam etc.: Elsevier [=Special Issue of Language Sciences 34(2012), Number 6, 651-778]
- Kertész, András & Rákosi, Csilla (eds.): The Evidential Basis of Linguistic Argumentation. Amsterdam & Philadelphia: Benjamins, 2014.
- Kertész, András & Moravcsik, Edith & Rákosi, Csilla (eds.): Current Approaches to Syntax: A Comparative Handbook. Berlin & Boston: de Gruyter Mouton, 2019.

### Tanulmányok (válogatás)
- Kertész, A.: Chomsky, Wittgenstein, Bloor: Zum Problem einer wissenssoziologischen Metatheorie der Linguistik. Zeitschrift für philosophische Forschung 44(1990), 68‑84.
- Kertész, A.: Wittgensteins Kohärentismus und das "Starke Programm" der Wissenssoziologie. Philosophisches Jahrbuch97(1990), 172‑181.
- Kertész, A.: On the Contribution of Metascience to Cognitive Linguistics: A Case Study. Linguistische Berichte 190 (2002), 207-228.
- Kertész, A.: On the De-naturalization of Epistemology. Journal for General Philosophy of Science 33 (2002), 269-288.
- Kertész, A. & Rákosi, Cs.: Inconsistency and Plausible Reasoning in an Analysis of German Affricates. A Case Study in the Philosophy of Linguistics. Language Sciences 28 (2006), 386-423.
- Kertész, A. & Rákosi, Cs.: Cyclic vs. Circular Argumentation in the Conceptual Metaphor Theory. Cognitive Linguistics 20 (2009), 703-732.
- Kertész, A.: From ‘Scientific Revolution’ to ‘Unscientific Revolution’. An Analysis of Approaches to the History of Generative Linguistics. Language Sciences 32 (2010), 507-527.
- Kertész, A.: The ‚Galilean Style in Science‘ and the Inconsistency of Linguistic Theorising. Foundations of Science 17 (2012), 91-108.
- Kertész, A., & Rákosi, Cs.: Paraconsistency and Plausible Argumentation in Generative Grammar: A Case Study. Journal of Language, Logic and Information 22 (2013), 195-230.
- Kertész, A.: The Puzzle of Thought Experiments in Conceptual Metaphor Research. Foundations of Science 20 (2015), 147-174.
- Kertész, A.: Fallacies in the Historiography of Generative Linguistics. Foundations of Science 24 (2019), 775–801.